# Michael T. Flynn
Michael T. Flynn là một Trung tướng Lục quân Hoa Kỳ và từ ngày 15 tháng 6 năm 2009 là Trưởng, CJ2, Lực lượng Trợ giúp An ninh Quốc tế, với việc bổ nhiệm thêm với tư cách là CJ2, Lực lượng Mỹ - Afghanistan. Ông là sĩ quan tình báo quân sự hàng đầu tại Afghanistan và với năng lực đó đẩy mạnh việc chia sẻ thông tin nhiều hơn và hợp tác giữa các lực lượng Hoa Kỳ và Afghanistan. Ông cũng công bố một trình báo "bất thường" về "sự thất bại trong việc phục vụ của mình, tình báo quân sự Mỹ, ở Afghanistan trong tám năm." Flynn bênh vực các cuộc chuyển tù nhân đến trại giam tại Căn cứ Hải quân Vịnh Guantanamo, nói rằng "Những người được đưa đến đó ở trong tình trạng bị gửi xuống từ trụ sở cấp cao của chúng tôi" và "chúng tôi đang đưa đúng người."